# The Revenant
The Revenant (en català El renascut) és una pel·lícula estatunidenca estrenada al desembre de 2015, produïda i dirigida per Alejandro González Iñárritu. El guió, adaptat de la novel·la de Michael Punke, va ser escrit per González Iñárritu i Mark L. Smith. La pel·lícula és protagonitzada per Leonardo DiCaprio, Tom Hardy, Will Poulter i Domhnall Gleeson.
El desenvolupament de la pel·lícula va començar l'agost de 2001 quan Akiva Goldsman va comprar els drets per a l'adaptació de la novel·la de Punke amb la intenció de produir la pel·lícula. La pel·lícula havia de ser dirigida per Park Chan-wook amb Samuel L. Jackson com a protagonista, però el projecte no es va concretar. Es va negociar perquè la dirigís John Hillcoat i la protagonitzés Christian Bale; no obstant això, tots dos van deixar el projecte. L'agost de 2011 el director mexicà Alejandro González Iñárritu va decidir dirigir la pel·lícula. L'abril de 2014, després de diversos retards de producció a causa d'altres projectes, González Iñárritu va confirmar que començava The Revenant i que DiCaprio protagonitzaria el paper principal.

## Argument
El 1820, un grup d'exploradors de l'oest dels Estats Units pateixen una emboscada per un grup d'indis que els roben les pells que portaven; no obstant això aconsegueixen escapar. Posteriorment, un d'ells (Glass), que coneixia la ruta de retorn, resulta seriosament ferit per l'atac d'un os grizzly. En veure el seu greu estat de salut i la dificultat de portar-lo amb ells en ple hivern, els seus companys es veuen obligats a abandonar-lo en el bosc. Sorprenentment es refà de les seves ferides i tracta de venjar-se dels qui l'havien abandonat a la seva sort.
El film està basat en un personatge històric, Hugh Glass, tramper i explorador de principi del segle xix, en el qual es va inspirar Michael Punke per escriure la novel·la.

## Repartiment
- Leonardo DiCaprio: Hugh Glass
- Tom Hardy: John Fitzgerald
- Will Poulter: Jim Bridger
- Domhnall Gleeson: Andrew Henry
- Lukas Haas
- Kristoffer Joner
- Brad Carter

## Producció

### Desenvolupament i finançament

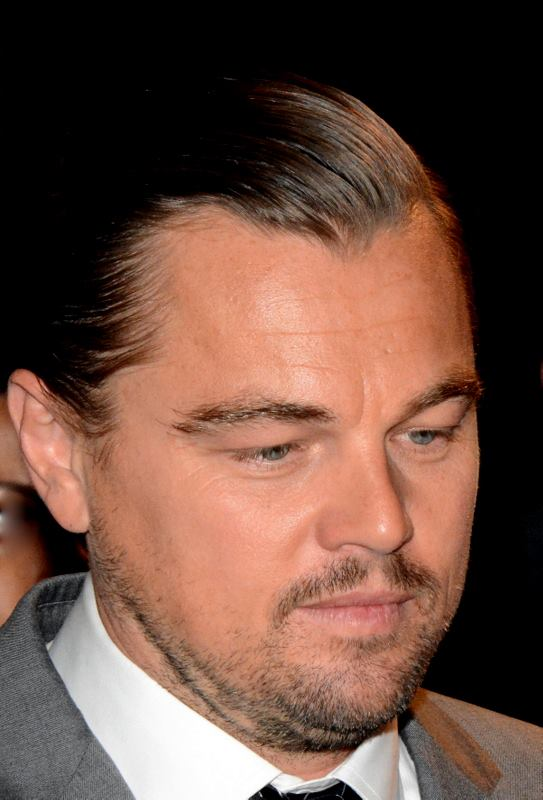
Leonardo di Caprio a l'estrena del film a París, gener de 2016

El desenvolupament per a la pel·lícula va començar l'agost de 2001, amb el productor Akiva Goldsman adquirint els drets del llibre de Michael Punke. Dabe Rabe havia escrit el guió de la pel·lícula. Al maig de 2010, Smith va revelar que John Hillcoats'havia involucrat per dirigir la pel·lícula i que Christian Beli estava en negociacions per protagonitzar-la. Hillcoat va deixar el projecte l'octubre de 2010. Goldsman també va ser confirmat per produir amb Weed Road Pictures. Al novembre, New Regency Productions es va posar al costat d'Anonymous Content, i 20th Century Fox es va confirmar: a distribuïdora de la pel·lícula. Dies després, González Iñárritu va confirmar que estava buscant a Leonardo DiCaprio i a Sean Penn pels papers protagonistes.
La pel·lícula va estar en espera el març de 2012. Al desembre, González Iñárritu va anunciar que la seva propera pel·lícula seria Birdman, una comèdia. González Iñárritu va començar la producció després de Birdman.
A la pel·lícula li van assignar un pressupost de 60 milions de dòlars, amb 30 milions finançats per New Regency. RatPac Entertainment de Brett Ratner també va finançar la pel·lícula.

### Rodatge
El rodatge va començar l'octubre de 2014 i va acabar al març de 2015. Algunes escenes es van filmar el juliol de 2015 en el riu Olivia, a la ciutat d'Ushuaia, capital de Terra del Foc, Argentina. També a la Columbia Britànica; Kananaskis Country, Alberta; Canmore, Alberta; Mammoth Studios, Burnaby, Columbia Britànica (estudi); Calgary, Alberta; Burnaby, Columbia Britànica; totes aquestes localitzacions al Canadà; Libby a Montana i Califòrnia als EUA.

## Estrena
Es va estrenar el 25 de desembre de 2015 als Estats Units, i el 8 de gener de 2016 a tot el món.

## Premis i nominacions
| Premi/Festival                      | Categoria                                    | Nominats                                                       | Resultat                                                                                  | Ref. |
| ----------------------------------- | -------------------------------------------- | -------------------------------------------------------------- | ----------------------------------------------------------------------------------------- | ---- |
| Premis Oscar                        | Millor pel·lícula                            | [ 5 ]                                                          |                                                                                           |      |
| Premis Oscar                        | Millor director                              | [ 5 ]                                                          | Alejandro González Iñárritu                                                               |      |
| Premis Oscar                        | Millor actor                                 | [ 5 ]                                                          | Leonardo DiCaprio                                                                         |      |
| Premis Oscar                        | Millor actor de repartiment                  | [ 5 ]                                                          | Tom Hardy                                                                                 |      |
| Premis Oscar                        | Millor edició                                | [ 5 ]                                                          | Stephen Mirrione                                                                          |      |
| Premis Oscar                        | Millors efectes visuals                      | [ 5 ]                                                          | Rich McBride, Matthew Shumway, Jason Smith i Cameron Waldbauer                            |      |
| Premis Oscar                        | Millor fotografia                            | [ 5 ]                                                          | Emmanuel Lubezki                                                                          |      |
| Premis Oscar                        | Millor disseny de producció                  | [ 5 ]                                                          | Jack Fisk i Hamish Purdy                                                                  |      |
| Premis Oscar                        | Millor maquillatge i pentinat                | [ 5 ]                                                          | Siân Grigg, Duncan Jarman i Robert Pandini                                                |      |
| Premis Oscar                        | Millor so                                    | [ 5 ]                                                          | Jon Taylor, Frank A. Montaño,Randy Thom i Chris Duesterdisk                               |      |
| Premis Oscar                        | Millor edició de so                          | [ 5 ]                                                          | Martin Hernández i Lon Bender                                                             |      |
| Premis Oscar                        | Millor vestuari                              | [ 5 ]                                                          | Jacqueline West                                                                           |      |
| Premis BAFTA                        | Millor pel·lícula                            | [ 6 ]                                                          |                                                                                           |      |
| Premis BAFTA                        | Millor director                              | [ 6 ]                                                          | Alejandro González Iñárritu                                                               |      |
| Premis BAFTA                        | Millor actor                                 | [ 6 ]                                                          | Leonardo DiCaprio                                                                         |      |
| Premis BAFTA                        | Millor muntatge                              | [ 6 ]                                                          | Stephen Mirrione                                                                          |      |
| Premis BAFTA                        | Millor fotografia                            | [ 6 ]                                                          | Emmanuel Lubezki                                                                          |      |
| Premis BAFTA                        | Millor música original                       | [ 6 ]                                                          | Carsten Nicolai, Ryūichi Sakamoto                                                         |      |
| Premis BAFTA                        | Millor so                                    | [ 6 ]                                                          | Chris Duesterdisk, Jon Taylor, Frank A. Montaño,Randy Thom, Martin Hernández i Lon Bender |      |
| Premis BAFTA                        | BAFTA al millor maquillatge i perruqueria    | [ 6 ]                                                          | Siân Grigg, Duncan Jarman, i Robert Pandini                                               |      |
| Globus d'Or                         | Globus d'Or a la millor pel·lícula dramàtica | [ 7 ]                                                          |                                                                                           |      |
| Globus d'Or                         | Globus d'Or al millor director               | [ 7 ]                                                          | Alejandro González Iñárritu                                                               |      |
| Globus d'Or                         | Globus d'Or al millor actor dramàtic         | [ 7 ]                                                          | Leonardo DiCaprio                                                                         |      |
| Globus d'Or                         | Millor banda sonora                          | [ 7 ]                                                          | Ryuichi Sakamoto                                                                          |      |
| Premis SAG                          | Millor actor                                 | Leonardo DiCaprio                                              | [ 8 ]                                                                                     |      |
| Premis Critics' Choice Movie Awards | Millor pel·lícula                            |                                                                |                                                                                           |      |
| Premis Critics' Choice Movie Awards | Millor director                              | Alejandro González Iñárritu                                    |                                                                                           |      |
| Premis Critics' Choice Movie Awards | Millor actor                                 | Leonardo DiCaprio                                              |                                                                                           |      |
| Premis Critics' Choice Movie Awards | Millor actor de repartiment                  | Tom Hardy                                                      |                                                                                           |      |
| Premis Critics' Choice Movie Awards | Millor fotografia                            | Emmanuel Lubezki                                               |                                                                                           |      |
| Premis Critics' Choice Movie Awards | Millor edició                                | Stephen Mirrione                                               |                                                                                           |      |
| Premis Critics' Choice Movie Awards | Millor banda sonora                          | Ryuichi Sakamoto                                               |                                                                                           |      |
| Premis Critics' Choice Movie Awards | Millor maquillatge i pentinat                | Siân Grigg, Duncan Jarman, i Robert Pandini                    |                                                                                           |      |
| Premis Critics' Choice Movie Awards | Millors efectes visuals                      | Rich McBride, Matthew Shumway, Jason Smith i Cameron Waldbauer |                                                                                           |      |

## Crítica
- "Una brutal i bonica epopeia, encara que atrofiada emocionalment (...) Iñárritu ha aconseguit apropiar-se de la bellesa del cinema de Malick però no de la seva excel·lència"[9]
- Una sorprenent experiència sensorial (...) La descarnada interpretació de DiCaprio ajuda a elevar el que podria haver estat un altre drama més sobre l'home contra la naturalesa. (...) Puntuació: ★★★★★ (sobre 5)"[10]
- "Brutal realisme i extravagant poesia visual (...) Iñárritu, Lubezki i un gran equip de mags en els efectes visuals han creat un retrat extraordinàriament vívid i visceral de la resistència humana en condicions gairebé insuportables."[11]